# Clement Claiborne Clay

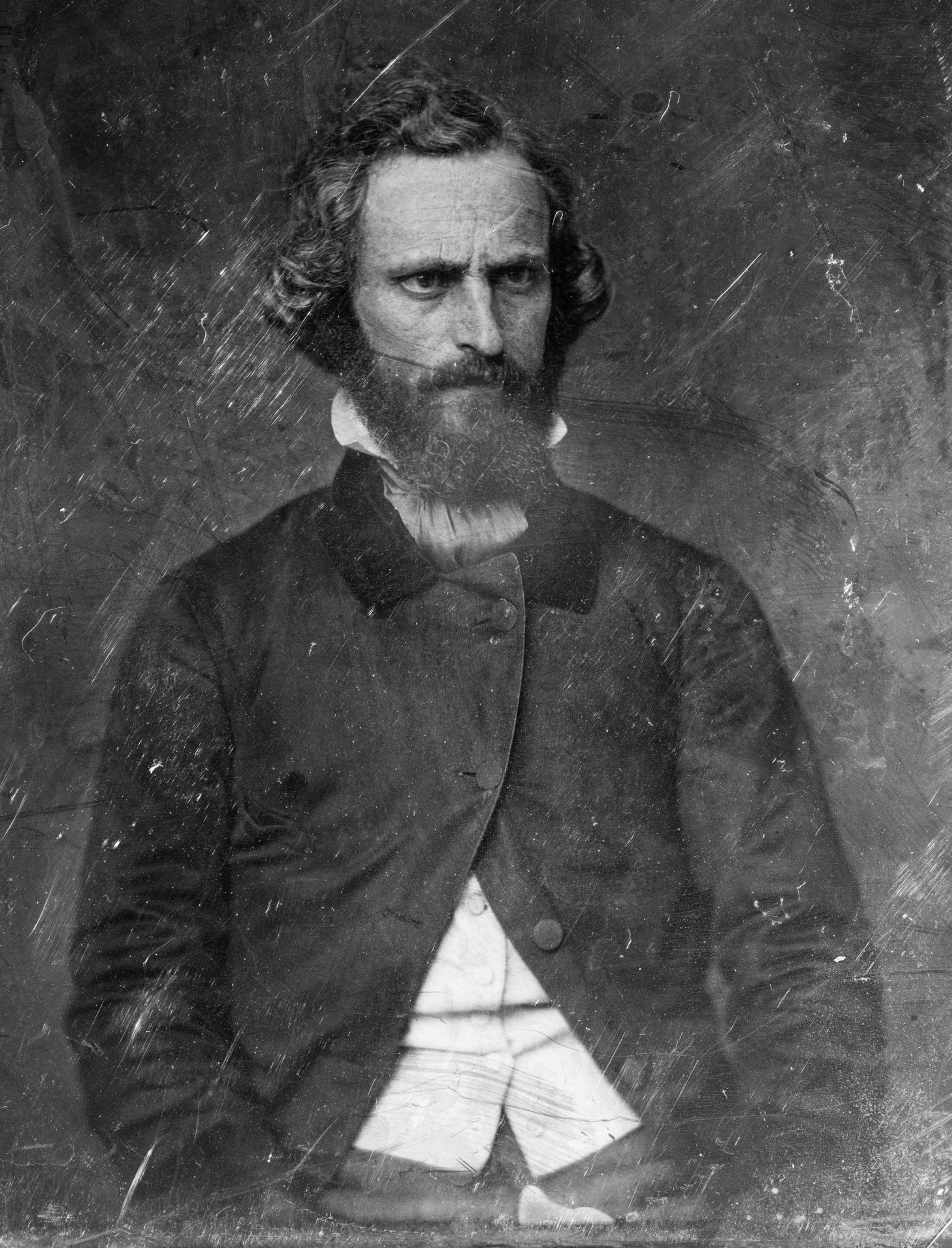
Clement Claiborne Clay

Clement Claiborne Clay, född 13 december 1816 i Huntsville, Mississippiterritoriet (nuvarande Alabama), död 3 januari 1882 i Madison County, Alabama, var en amerikansk politiker (demokrat). Han representerade Alabama i USA:s senat 1853-1861 och i CSA:s senat 1862-1864. Han var son till senator Clement Comer Clay.
Clay utexaminerades 1834 från University of Alabama. Han avlade sedan 1839 juristexamen vid University of Virginia. Han inledde 1840 sin karriär som advokat i Huntsville, Alabama. Han var domare i Madison County 1846-1848.
Delstatens lagstiftande församling kunde inte enas om en efterträdare åt Jeremiah Clemens vars mandatperiod löpte ut i mars 1853. Till sist valdes Clay som tillträdde som senator i november 1853. Han omvaldes till en andra mandatperiod i senaten.
Senatorerna Clay och Benjamin Fitzpatrick avgick 1861 i samband med Alabamas utträde ur USA. Clay var sedan ledamot av Amerikas konfedererade staters senat.